# Francisco Javier Rosa Morán
Francisco Javier Rosa Morán (Villablino, León, 18 de junio de 1967-León, 12 de noviembre de 2023) fue un veterinario y profesor de instituto español. Experto en Emergencias Sanitarias, en formación y prevención de riesgos laborales y gran difusor de los primeros auxilios a la población. Entre sus logros a nivel nacional cabe destacar su implicación en conseguir que el IES Giner de los Ríos de León fuese el primer centro educativo público cardioprotegido de España.

## Biografía
Nació en Villablino en 1967, pero pronto se trasladó a Sama de Langreo donde cursó la enseñanza primaria y  secundaria. En 1985 comenzó sus estudios de Veterinaria en la Universidad de León licenciándose en 1992 en la especialidad de "Medicina y Sanidad", realizando a continuación la suficiencia investigadora. Ejerció la actividad veterinaria entre los años 1993 y 1999, especialmente en las campañas de lucha antirrábica y el sacrificio domiciliario de ganado. No obstante, su temprana pasión por los primeros auxilios le llevarán a formarse constantemente en este campo, primero como voluntario y miembro de Cruz Roja y compaginándolo con su actividad veterinaria y, luego ya implicándose de lleno con numerosos cursos y asistencia a congresos nacionales. Ligado a la formación del área química primero y después sanitaria, tras realizar el máster universitario en Prevención de Riesgos Laborales en la Universidad Internacional de La Rioja, dedicó el resto de su vida a la docencia, no solo desde las aulas, sino también enseñando a la población en general con numerosos cursos, talleres y simulacros.
Gran valedor de la Formación Profesional, decía que esta no era un apéndice de la educación secundaria, sino que debía ser defendida tanto en el ámbito familiar, como escolar y social. Responsable en gran medida del prestigio y relevancia de implantar los ciclos de Emergencias Sanitarias a nivel nacional, incidió especialmente en el estudio e investigación de las técnicas de reanimación cardiopulmonar y la actuación y prevención ante los atragantamientos. Entre sus proyectos pioneros y ligados a la ciudad de León destacan la organización del "Primer Taller de Emergencias Multidisciplinar" con la participación de Protección Civil, el Grupo de Rescate e Intervención en Montaña, la Policía Científica, Cruz Roja, la Unidad Militar de Emergencias (UME) y la desaparecida Brigada de Salvamento de la Hullera Vasco-Leonesa; el objetivo de lograr una ciudad cardioprotegida; "Alumno y corazón: un camino hacia la solidaridad"; "La Formación Profesional con las Fuerzas del Orden Público" (Guardia Civil, Policía local, Brigada del Cuerpo de Bomberos, Protección Civil, Cuerpo Nacional de Policía y Unidad Militar de Emergencias); "Auxilio Respiratorio: no morir atragantado" cofinanciado por el Fondo Social Europeo y la lucha por implantar un Aula de Catástrofes que forme a la población ante situaciones críticas. 
Su labor docente también se desarrolló en la Universidad de León siendo colaborador honorífico y profesor asociado del departamento de Biología Celular y Anatomía de la Facultad de Veterinaria de León entre los años 1992 y 1993.  Fue director del curso "Patologías en el Perro" celebrado en el Colegio Oficial de Veterinarios de León en 1993 y que contó con expertos de renombre internacional y, ponente de otros talleres como el de técnicas de Reanimación Cardiopulmonar en Canes. También fue miembro y colaborador de la Asociación de la Historia de la Veterinaria de la Facultad de Veterinaria de León. De igual modo, fue fundador y presidente de asociaciones como ADESLE (Asociación de Escoliosis Leonesa)y de otras que lucharon por temas sociales y medioambientales en su provincia.

## Fallecimiento
Falleció en León, el 12 de noviembre de 2023, dejando una ingente labor de formación educativa y ciudadana.

## Publicaciones y colaboraciones
- Triquinelosis y sus Repercusiones en la Salud Pública. Ayuntamiento de Villablino. Campaña de sacrificio de cerdos 1994-1995.
- Artículo Lucha contra la Triquinelosis. Periódico La Voz de la Montaña. Diciembre de 1997.
- Coordinación de la publicación de los dos tomos de Patologías en el Perro.[30]
- Trabajo de Investigación Epidemiológica Multicéntrica de los "Accidentes más Frecuentes en los Centros Escolares" de la Provincia de León, 2001.
- Coordinador y revisor del Grupo de Trabajo: Revisión y Actualización de Materiales E-learning del Ciclo Formativo de Emergencias a Distancia, 2013.
- Revisión y actualización del libro: Asistencia Sanitaria Especial en Situaciones de Emergencia (2ª edición revisada y ampliada). Editorial Síntesis, 2018. [31]
- Colaborador en la redacción del libro: Mantenimiento y mejora de las instalaciones en los edificios. Capítulo de Primeros Auxilios. Editorial Paraninfo. 2019. [32]
- Manual descriptivo de la realización de primeros auxilios en centros escolares. Francisco Javier Rosa Morán. Portal de Educación Junta de Castilla y León. [33]
- La Asistencia Sanitaria en Emergencias. Manual Práctico. Francisco Javier Rosa Morán. EOLAS Ediciones, 2023. [34]